# Robin Hood (film, 1991)
Robin Hood är en brittisk äventyrs-action från 1991 i regi av John Irvin med Patrick Bergin som Robin Hood och Uma Thurman som Lady Marion. Filmen hade Sverigepremiär den 24 maj 1991.

## Handling
I återberättandet av den klassiska historien, finns en mindre osjälvisk Robin Hood (Patrick Bergin) och en beslutsam Marion (Uma Thurman) som inte drar sig för att svinga svärdet. Robin Hood är jordägaren som förlorar sin egendom på grund av skattefogden Daguerre (Jeroen Krabbé). För att råda bot på detta slår sig Robin samman med ett rövarband, för att störta Daguerre och de andra skurkaktiga normanderna från makten.

## Rollista (i urval)
- Patrick Bergin - Robin Hood
- Uma Thurman - Lady Marion
- Jürgen Prochnow - Sir Miles Folcanet
- Edward Fox - Prins John
- Jeroen Krabbé - Baron Roger Daguerre
- Danny Webb - Much
- Owen Teale - Will Scarlett
- David Morrissey - Lille John
- Jeff Nuttall - Broder Tuck

### Fotnoter
1. ↑  ”Robin Hood”. Svensk filmdatabas. 24 maj 1991. http://www.sfi.se/sv/svensk-filmdatabas/Item/?type=MOVIE&itemid=16982. Läst 17 september 2016.